# وو هه ریم
وو هه‌ ریم (به کره‌ای: 우혜림، زاده ۱ سپتامبر ۱۹۹۲) که با نام هه‌ریم یا هه‌لیم (به انگلیسی: Hyelim) شناخته می‌شود، خواننده و بازیگر اهل کرهٔ جنوبی است. او عضو گروه دخترانهٔ کره‌ای واندر گرلز بود.